# Coffee City
Coffee City est une ville située au sud-est du comté de Henderson   au Texas, aux États-Unis,. La ville se développe au début des années 1960, avec la construction du lac Palestine.

## Démographie
Lors du recensement de 2010, la ville comptait une population de 278 habitants. Elle est estimée, en 2016, à 281 habitants.

### Source de la traduction
- (en) Cet article est partiellement ou en totalité issu de l’article de Wikipédia en anglais intitulé « Coffee City, Texas » (voir la liste des auteurs).